# جامع شاديان
جامع شاديان (بالصينية: 沙甸大清真寺) هو مسجد جامع يقع في بلدة شاديان، غيجيو، مقاطعة يونان في الصين. وهو أكبر مسجد في جنوب شرق آسيا، تم بناؤه عام 1981م بعد تدمير المسجد السابق في حادثة شاديان عام 1975م.

## التاريخ المعماري
تم بناء المسجد لأول مرة في عام 1503م (وقيل: في 1684م) في عهد هونغتشي من أسرة مينغ. تم توسيعه في العام الثامن والعشرين من حكم الإمبراطور تشيان لونغ في أسرة تشينغ (1763م، أو 1765م). تم تدمير المسجد خلال حادثة شاديان. وبعد عدة عمليات ترميم وإعادة بناء، تم بناء مسجد شاديان الجديد ليصبح مسجدًا كبيرًا بمساحة بناء تبلغ 18000 متر مربع. وهو قادر على استيعاب 10000 شخص لأداء الصلاة في وقت واحد.
وفي عام 1974م صدر منشور يقضي بإغلاق المساجد في البلدة. واستقل ما يصل إلى 1000 شخص القطار إلى بكين للشكوى. تصاعد الصراع عندما انتقد اليساريون الشيوعيون المسلمين المحافظين، وعندها سيطر المسلمون على ثكنات وترسانات جيش التحرير الشعبي المحلية. وأدى ذلك إلى سلسلة من الحوادث بلغت ذروتها في هجوم عسكري شنته قوة قوامها 10000 جندي من جيش التحرير الشعبي ضد شعب الهوي الذين يعيشون في سبع قرى في يوليو 1975م. وبعد أسبوع واحد، قُتل أكثر من 1000 من الهوي، وتم تدمير 4400 منزل والعديد من المساجد. يوجد مسجد في شاديان منذ 500 عام على الأقل مع سجلات تشير إلى أن أقدم مسجد تم بناؤه خلال عهد أسرة مينغ. فمنذ أواخر الثمانينيات وحتى عام 2012م، عندما تولى شي جين بينغ السلطة، تمتع مسلمو جنوب يونان ببيئة أكثر استرخاءً لممارسة الإسلام مقارنة بفترة ماو. شهد التعليم الإسلامي أيضًا تطورًا سريعًا في حقبة ما بعد ماو. ومع ذلك، فإن دعم الحكومة لإحياء شاديان الديني أثار الشكوك بين القرويين المسلمين حول ما إذا كان مسؤولو الحزب يعتنقون الحرية الدينية حقًا. وفي شاديان، وافق مسؤولو الحزب على بناء مسجد شاديان الكبير، بتكلفة 1.3 مليون يوان. وهو أكبر مسجد في الصين، ويمتد على مساحة 90 فدانًا ويتسع لأكثر من عشرة آلاف مصلي في وقت واحد. بدأ بناء المسجد في 14 سبتمبر 2003م، وبدأ تشغيله في عام 2009م. يتكون مسجد شاديان من المباني الرئيسية المتمثلة في قاعة الصلاة والقبة وأربعة مآذن.

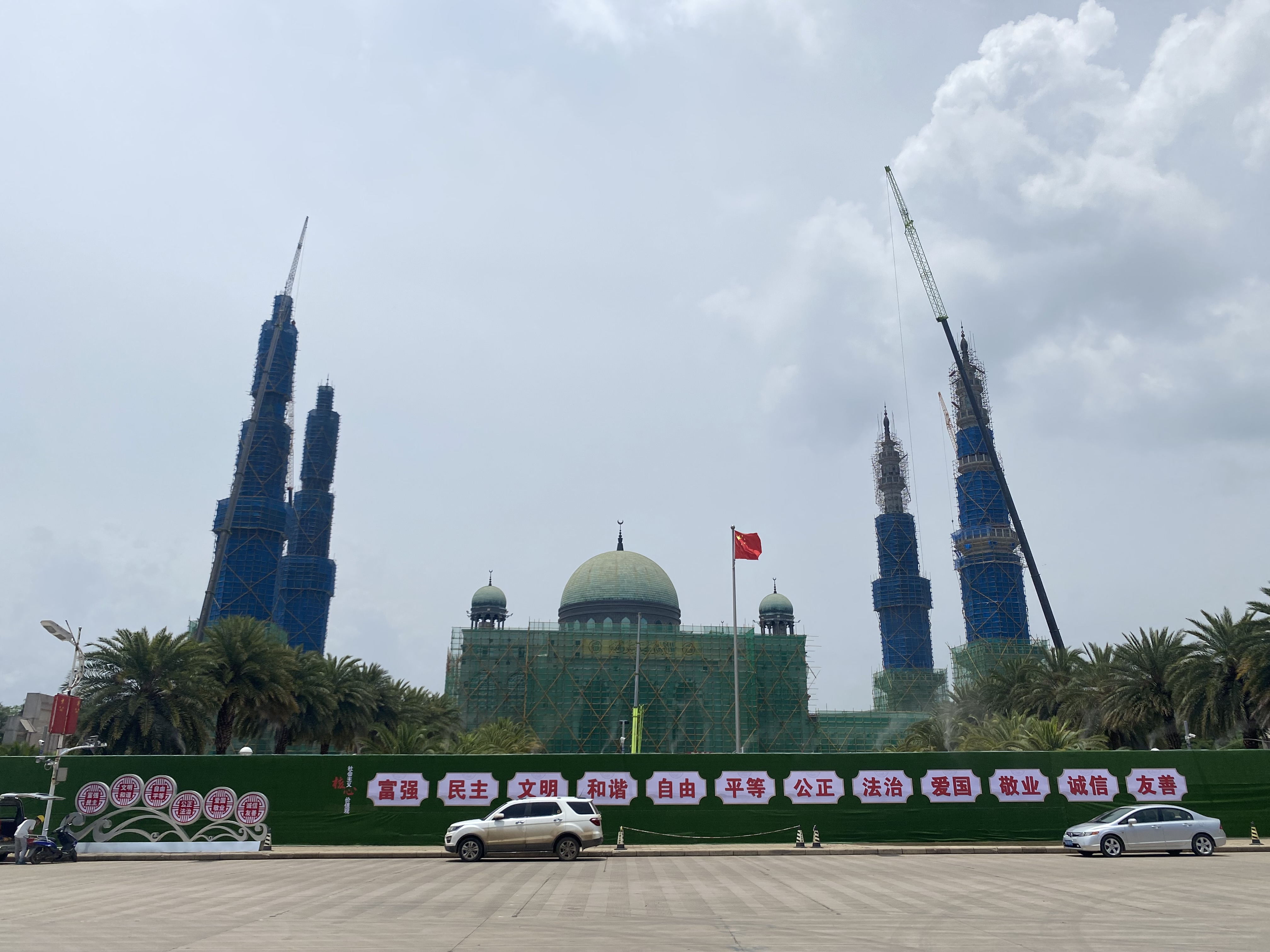
يجري هدم وتجديد مسجد شاديان الكبير

وفي عام 2024م، تمت إزالة القبة واستبدالها بسقف على طراز الباغودة الصينية، كما تم تقصير المآذن وتحويلها إلى أبراج باغودة. متأثرة بحركة الإضفاء الطابع الصيني، قامت الصين بتجديد مسجد شاديان على الطراز المعماري الصيني. تمت إزالة القبة ذات الخصائص العربية.

## وصلات خارجية
- آخر مسجد كبير على الطراز الإسلامي في الصين يفقد قبابه (بالإنجليزية).